# Ms. Marvel
Ms. Marvel és una superheroïna de ficció propietat de Marvel Comics:
alter ego d'una adolescent de Nova Jersey anomenada Kamala Khan, és el tercer personatge de l'Univers Marvel amb eixe nom i un dels pocs superherois d'origen pakistanés i religió musulmana amb sèrie regular homònima, la més venuda l'any 2015 en format digital d'una protagonista femenina.
Les creadores del personatge, Sana Anamat i Gwendolyn Willow Wilson, són dos autores musulmanes originàries de Nova Jersey: Anamat patí la islamofòbia durant l'adolescència en la dècada de 1990 i Wilson també se sentí desplaçada de jove, per la qual cosa decidiren presentar-la com a una musulmana en positiu amb poders molt vistosos.